# エジコ

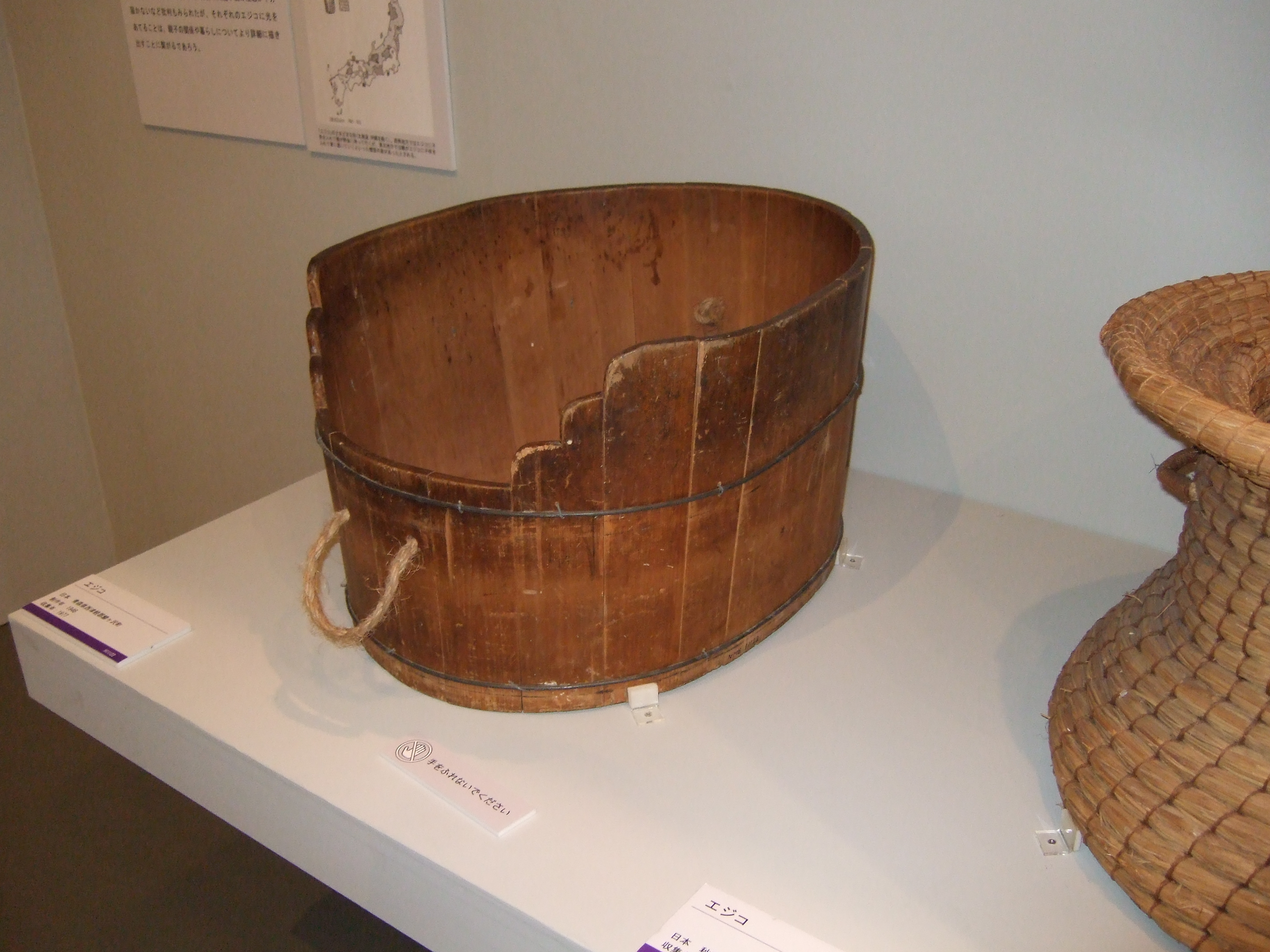
エジコ　木製

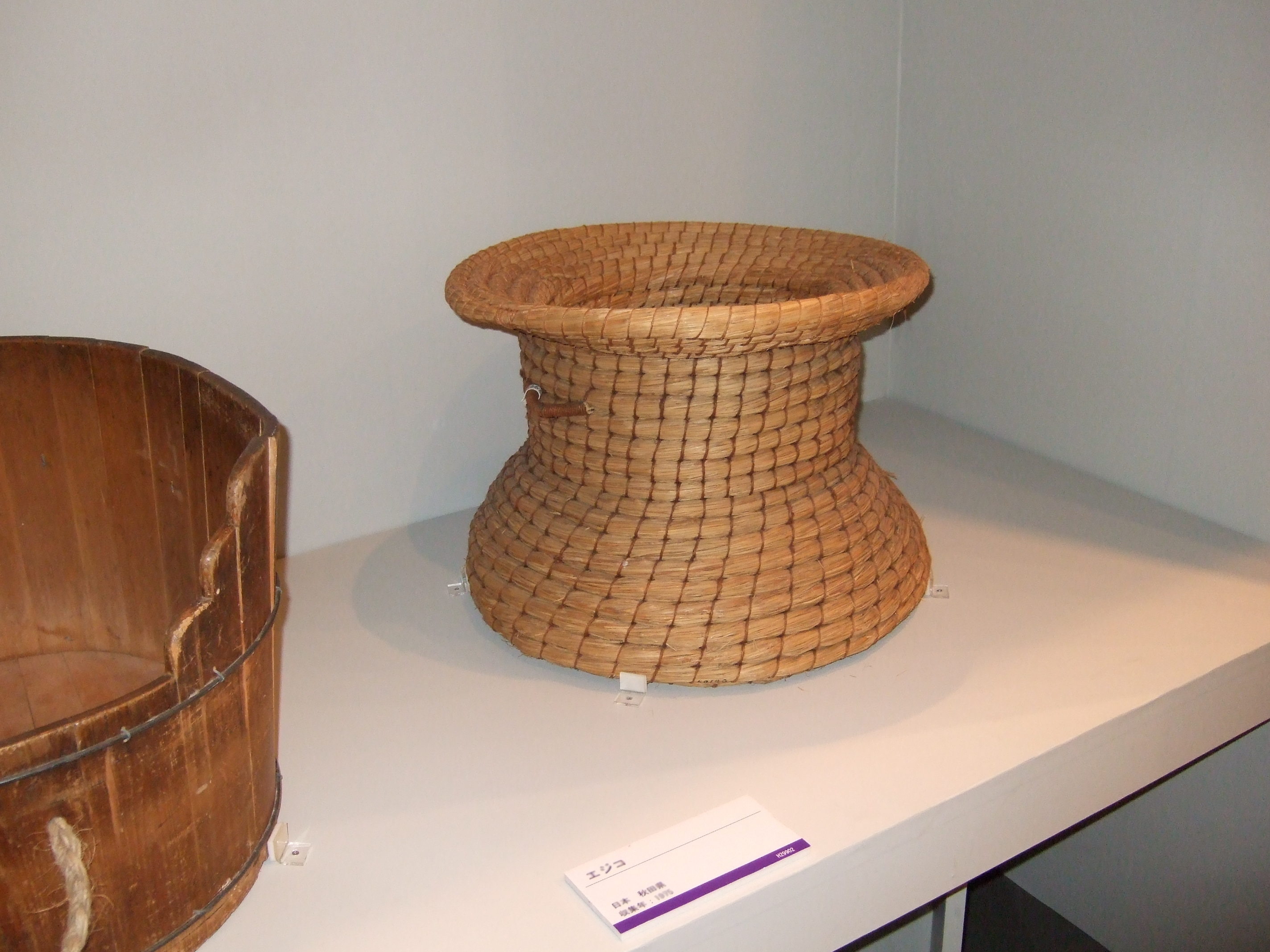
エジコ　藁製

エジコ（嬰児籠）はかつての農村で、乳幼児を収納するために用いられた容器である。藁を編んで筒状にしたものだが、木や竹で作られる場合もある。地域によりイジコ・エンズコ（エンヅコ）・エヅメ・エジメ・イズミ（イヅミ、飯詰）・イヅミキ・コシキ・イブミ・ツブラ・ツグラ・チグラ・フゴ（畚）・ヨサフゴともよばれる。
農作業などで家を長時間離れなければならない時、屋内または作業場近くに乳幼児を安全に据え置くための道具として使われていた。
乳幼児がお漏らしをしても後始末が楽なよう、エジコの底には灰・藁・籾殻・海藻・木炭などを敷き詰め、その上におしめや軟らかくした藁・イグサで出来たシッツキなどを敷いて乳幼児を収める。さらに、エジコから抜け出さないよう布団や布切れなどで包み固定していた。そのためエジコでの育児は幼児の下半身の発育が妨げられたり、不潔な状態で長時間放置されるなどの問題がある。
米飯の保温用（ごはんエジコ、おひつ入れ、つぐら）、鉈・鋸入れ、山菜採りにも使用した。
現在ではどの地方でもエジコを使用する習慣はなくなっており、従来の藁でエジコを作る技術が失われたため新たに入手することはほとんど出来ない。一方で新潟県の山間部ではエジコ作りの技術を用いて猫専用のエジコ「猫ちぐら」が生産され、愛猫家の人気を博している。